# Annie Furuhjelm
Annie Fredrika Furuhjelm (11 décembre 1859-17 juillet 1937) est une journaliste, militante féministe et écrivaine finlandaise. Elle est membre du Parlement finlandais de 1913 à 1924 et de nouveau de 1927 à 1929, représentant le Parti populaire suédois de Finlande (SFP). Elle est la première femme en Europe à devenir déléguée de l'Alliance internationale pour le droit de vote des femmes et la première législatrice élue à s'exprimer devant le Parlement britannique.

## Jeunesse
Annie Fredrika Furuhjelm est née le 11 décembre 1859 au château de Rekoor à Sitka sur l'île Baranof, dans la colonie russe d'Alaska. Son père, Johann Hampus Furuhjelm, est l'avant-dernier gouverneur russe de l'Alaska et sa mère, Anna von Schoultz, est la fille d'un aventurier suédo-finlandais. Lorsque l'Alaska est achetée par les États-Unis, la famille part en 1867 pour la Sibérie russe, où elle passe six ans à Nikolaïevsk-sur-l'Amour, avant de retourner à Helsinki. En 1870, Annie Furuhjelm est envoyée à Dresde pour y faire ses études, avant de rejoindre sa famille à Helsinki en 1872. Elle est très instruite et parle couramment l'anglais, le français, l'allemand, l'italien, le russe et le suédois, ayant terminé ses études au gymnase pour filles en 1876 et à l'université de troisième cycle en 1887.

## Militantisme féministe et carrière politique
Après avoir achevé sa scolarité, Annie Furuhjelm vit sur le domaine familial et fonde une école. Elle travaille comme infirmière pendant de nombreuses années dans la communauté locale, mais se lasse de l'isolement et décide de devenir journaliste en 1890. Elle fonde un journal appelé New Tide (suédois : Nutid), qui devient un porte-voix du mouvement féministe finlandais. En 1899, Annie Furuhjelm rencontre d'autres femmes partageant les mêmes idées, dont Lucina Hagman, Alli Nissinen et Sofia Rein ; elles participent aux côtés de Hagman à l'organisation Martta, une association humanitaire destinée à aider les femmes à gérer leur foyer. Le rassemblement étant alors interdit par le gouvernement finlandais, elles se réunissent clandestinement dans les maisons des différentes membres de l'organisation. Annie Furuhjelm en est la première secrétaire.
En 1904, Annie Furuhjelm assiste au 5e congrès du Conseil international des femmes (ICW) à Berlin et demande son aide pour fonder une branche finlandaise de cette organisation, afin de militer en faveur du droit de vote des femmes. L'ICW refuse car la Finlande est toujours gouvernée par l'Empire russe, mais Carrie Chapman Catt assure que l'Alliance internationale pour le suffrage des femmes (IWSA) soutiendrait une organisation finlandaise pour le suffrage féminin. Annie Furuhjelm revient de la conférence pleine d'énergie et organise une réunion à laquelle participent 1 000 femmes. L'année suivante, elle crée le Comité pour le droit de vote des femmes. Après la révolution russe de 1905, la Finlande retrouve son autonomie vis-à-vis de la Russie, de facto contestée depuis 1899. Le suffrage universel est accordé à tous les citoyens finlandais, hommes et femmes, en 1906. Lorsque l'affiliation du Comité à l'IWSA est approuvée en 1906, Annie Furuhjelm devient la première déléguée européenne de l'organisation. Entre 1909 et 1920, elle est membre du conseil d'administration de l'IWSA ; elle assiste à ses congrès jusqu'en 1929. Elle est la conférencière principale du congrès de l'IWSA à Copenhague en 1906 et est ovationnée pour son discours.
L'Association suédoise des femmes de Finlande est fondée en 1907 avec Annie Furuhjelm à sa présidence. Elle conserve ce poste toute sa vie. Elle est une conférencière régulière lors de réunions internationales sur le suffrage féminin et contribue à Jus Suffragii, le journal officiel de l'IWSA. En 1913, Annie Furuhjelm est élue au Parlement finlandais, comptant parmi les vingt-et-une femmes députées. L'année suivante, elle accompagne Carrie Chapman Catt lorsqu'elle s'exprime devant le Parlement britannique à Londres ; c'est la première fois qu'une législatrice élue s'adresse au Parlement. En 1917, elle fait partie du Comité juridique qui rétablit brièvement la monarchie finlandaise et publie la Déclaration d'indépendance finlandaise, qui conduit finalement à la République finlandaise. En 1919, elle commence à travailler comme rédactrice en chef de la revue Astra et le reste jusqu'en 1927. Annie Furuhjelm siège à la Diète jusqu'à sa défaite en 1924 ; elle fait campagne pour mettre fin à la prohibition en Finlande. Elle est réélue députée en 1927 en tant que représentante du Parti populaire suédois de Finlande (SFP). Lorsque Annie Furuhjelm se retire de la politique en 1929, elle reçoit l'ordre de la Rose Blanche de Finlande.
Au cours de ses dernières années, Annie Furuhjelm consacre son temps aux organisations de défense des droits des femmes. Elle continue à faire pression pour l'abrogation de la prohibition, estimant que la loi créait une recrudescence de la criminalité et de la contrebande et ne contrôlait pas la consommation d'alcool. Elle publie également deux volumes de mémoires, peu avant sa mort le 17 juillet 1937.